# Vlag van Aduard

Vlag van de gemeente Aduard

De vlag van Aduard was van 30 november 1972 tot 1 januari 1990 de gemeentelijke vlag van de Groningse gemeente Aduard. De vlag bestaat uit een geblokt blauw-geel kruis op een witte achtergrond. In elke hoek van het kruis is een rode lelie afgebeeld. De vlag is opgebouwd uit elementen van het wapen van Aduard. Het aantal banen (2) in het kruis op de vlag wijkt af van het aantal banen (3) in het wapen. Het kruis en de lelies zijn een verwijzing naar de abdij van Aduard.

## Verwante afbeelding

Het wapen van Aduard

Adorp 
· Aduard 
· Appingedam 
· Bedum 
· Beerta 
· Bellingwedde 
· Bierum 
· De Marne 
· Delfzijl 
· Eemsmond 
· Eenrum 
· Finsterwolde 
· Grootegast 
· Haren 
· Hefshuizen 
· Hoogezand 
· Hoogezand-Sappemeer 
· Hoogkerk 
· Kloosterburen 
· Leek 
· Leens 
· Loppersum 
· Marum 
· Menterwolde 
· Muntendam 
· Nieuwe Pekela 
· Nieuweschans 
· Oldekerk 
· Oosterbroek 
· Oude Pekela 
· Reiderland 
· Sappemeer 
· Scheemda 
· Slochteren 
· Stedum 
· Ten Boer 
· Termunten 
· Uithuizen 
· Uithuizermeeden 
· Ulrum 
· Vlagtwedde 
· Warffum 
· Wildervank 
· Winschoten 
· Winsum 
· Zuidhorn